# 比利時法郎

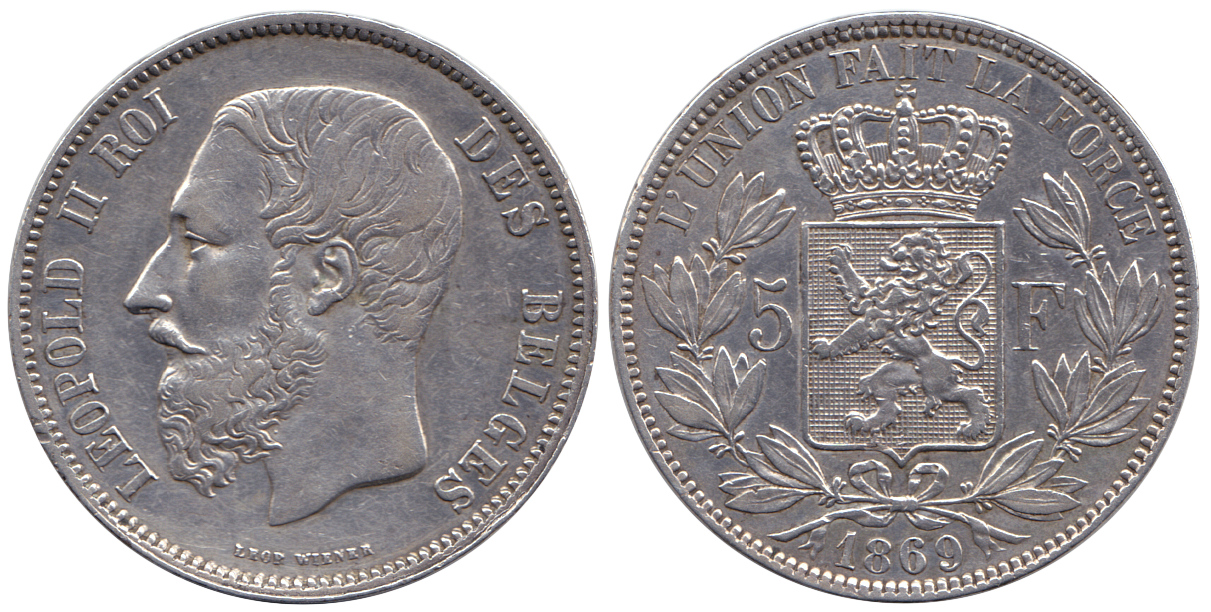
5 比利時法郎 1869

比利時法郎（荷蘭語:frank；法語:franc；德語:Franken）是比利時於1832年－2002年流通貨幣，2002年被歐元取代。輔幣單位為分，1法郎=100分。1歐元=40.3399比利時法郎。 